# كاترين لوي
كاترين لوي (بالإنجليزية: Catherine Giudici)‏ هي مصممة جرافيك أمريكية، ولدت في 29 أبريل 1986 في سياتل في الولايات المتحدة.